# Dajal
Dajal (en ourdou : داجل) est une ville pakistanaise située dans le district de Rajanpur, dans le sud de la province du Pendjab. C'est la cinquième plus grande ville du district. Elle est située à près de soixante kilomètres au sud de Dera Ghazi Khan.
La population de la ville a été multipliée par plus de trois entre 1972 et 2017 selon les recensements officiels, passant de 6 321 habitants à 22 244, soit une croissance annuelle moyenne qui s'affiche à 2 %, un peu inférieure à la moyenne nationale de 2,4 %. Selon le recensement de 2023, la population de la ville monte à 40 666 habitants.
|            | 1972 (rec.) | 1998 (rec.) | 2017 (rec.) | 2023 (rec.) |
| ---------- | ----------- | ----------- | ----------- | ----------- |
| Population | 6 321       | 15 197      | 22 244      | 40 666      |